# District de Baohe
Le district de Baohe (包河区 ; pinyin : Bāohé Qū) est une subdivision administrative de la province de l'Anhui en Chine. Il est placé sous la juridiction de la ville-préfecture de Hefei.